# Једнополни рачунар
Једнополни рачунар (single-board computer - SBC) је комплетан рачунар изграђен на једној плочи са микропроцесорима, меморијом, улазно/излазним портовима (И/О) и другим функцијама потребним за функционалан рачунар. Једнополни рачунари се обично израђују као демонстрацијски или развојни системи, за образовне системе или за употребу као уграђени рачунарски контролери. Многе врсте кућних или преносивих рачунара интегришу све своје функције на једну штампану плочу.
За разлику од стоног персоналног рачунара, једнополни рачунари често се не ослањају на прикључке за проширење за периферне функције или проширење. Једнополни рачунари су направљени коришћењем широког спектра микропроцесора. Једноставни дизајни, попут оних које праве љубитељи рачунара, често користе статичку РАМ меморију и јефтине 8- или 16-битне процесоре. Други типови, попут blade сервера, би радили слично серверском рачунару, само у компактнијем формату.
Рачунар на модулу је један тип једнополног рачунара направљен за прикључивање на носећу плочу, основну плочу или задњу плочу ради проширења система.  

## Историја
Први прави једнополни рачунар (види издање Радио-електронике из маја 1976. године) под називом "dyna-micro" био је заснован на Intel C8080А, а користио је и први Intel-ов EPROM, C1702A. Dyna-micro је 1976. године E&L Instruments из Дербија, Конектикат, поново брендирао као "MMD-1 " (Mini-Micro Designer 1) и прославио се као пример микрорачунара у веома популарној 8080 серији тог времена "BugBook. Једнополни рачунари су такође имали значајну улогу у раној историји кућних рачунара, на пример у Acorn Electron и BBC Micro . Други типични рани једнополни рачунари, попут KIM-1, често су се испоручивали без кућишта, које је морао да дода власник. Други рани примери су Ferguson Big Board, Ampro Little Board,  и Nascom.
Како је тржиште рачунара постало све присутније, све мање једнополних рачунара се користило у рачунарима. Главне компоненте састављене су на матичној плочи, а периферне компоненте, попут контролера хард диска и графичких процесора, биле су смештене на помоћним плочама. Недавна доступност напредних скупова чипова који пружају већину улазно-излазних функција као уграђене компоненте омогућава произвођачима матичних плоча да понуде матичне плоче са улазно-излазним портовима који су обезбеђени ћеркама плочама. Већина матичних плоча за рачунаре сада нуди уграђену подршку за дискове, укључујући IDE, SATA, NVMe, RAID, интегрисани графички процесор, Ethernet и традиционалне улазно-излазне портове као што су серијски порт и паралелни порт, USB и подршка за тастатуру/миш. Plug-in картице су сада чешће графичке картице високих перформанси (заправо графички ко-процесори), врхунски RAID контролери и специјализоване улазно-излазне картице као што су аквизиција података и DSP (Digital Signal Processor) плоче.

## Апликације
Једнополни рачунари су омогућени повећањем густине интегрисаних кола. Једнополна конфигурација смањује укупне трошкове система, тако што смањењује број потребних плоча и елиминише конекторе и кола управљачког програма сабирнице који би се иначе користили. Стављањем свих функција на једну плочу може се добити мањи укупни систем, на пример, као у преносним (енгл. notebook) рачунарима. Конектори су чест извор проблема са поузданошћу, па систем са једном плочом отклања ове проблеме. 
Једнополни рачунари сада су уобичајено дефинисани у две различите архитектуре: без слотова и подршке за прикључке.
Уграђени једнополни рачунари су јединице које пружају све потребне улазно-излазне портове без могућности за прикључне картице. Апликације су обично гејминг (слот машине, видео покер), киоск и контроле машина аутоматизације. Уграђени једнополни рачунари су много мањи од ATX матичне плоче која се налази у рачунарима и пружају улазно-излазну мешавину више намењену индустријској примени, као што су уграђени дигитални и аналогни улазно-излазни уређаји, уграђену покретну флеш меморију (елиминишући потреба за диск јединицом), нема видео записа итд.
Израз "једнополни рачунар" сада се генерално примењује на архитектуру где је једнополни рачунар прикључен на задњу плочу ради обезбеђивања улазно-излазних картица. У случају PC104, магистрала није основна плоча у традиционалном смислу, већ је низ пин конектора који омогућавају слагање улазно-излазних плоча.
Једнополни рачунари се најчешће користе у индустријским ситуацијама, где се користе у формату уграђених у сталак (енгл. rackmount) за контролу процеса или су уграђени у друге уређаје ради обезбеђивања контроле и повезивања. Користе се у дубокоморским истраживањима на дубоким морским сондама ALICE и у свемиру, на ракетама Ariane и Pegasus и спејс-шатловима.  Због врло високог нивоа интеграције, смањеног броја компоненти и смањеног броја конектора, једнополни рачунари су често мањи, лакши, ефикаснији у потрошњи енергије и поузданији од упоредивих рачунара са више плоча. 
Примарна предност ATX матичне плоче у поређењу са једнополним рачунаром јесте цена. Матичне плоче се производе у милионима за потрошачко и канцеларијско тржиште, што омогућава огромну економију обима. Једнополни рачунари представљају тржишну нишу и производе се ређе и по већој цени. Матичне плоче и једнополни рачунари сада нуде сличне нивое интеграције функција што значи да ће отказ матичне плоче у оба стандарда захтевати еквивалентну замену.

## Врсте, стандарди
Једна заједничка врста једнополних рачунара користи стандардизоване рачунарске факторе намењене за употребу у кућишту задње плоче. Неки од ових типова су CompactPCI, PXI, VMEbus, VXI, и PICMG. Једнополни рачунари су изграђени око различитих унутрашњих процесних структура, укључујући Intel-ову архитектуру, вишепроцесорске архитектуре и системе за обраду мање енергије, попут RISC и SPARC. У свету Intel рачунара, кола интелигенције и интерфејса/управљања смештена су на додатну плочу која се затим умеће у пасивну (или активну) задњу плочу. Крајњи резултат је сличан изградњи система са матичном плочом, само што задња плоча одређује конфигурацију слота. Позадинске плоче су доступне са мешавином слотова (ISA, PCI, PCI-X, PCI-Express, итд.), Обично укупно 20 или мање, што значи да ће стати у 19-инчно кућиште за монтирање у rackmount (17" широко кућиште).
Неки једнополни рачунари имају конекторе који омогућавају склапање гомиле штампаних плоча, од којих свака садржи хардвер за проширење, без традиционалне задње плоче. Примери слагања фактора облика једнополних рачунара укључују PC/104, PC/104-Plus, PCI-104, EPIC и EBX; ови системи су обично доступни за употребу у уграђеним системима управљања.
Једнополни рачунари типа стека често имају меморију на прикључним картицама, као што су SIMM и DIMM . Плочице на хард диску се такође не рачунају за утврђивање да ли је рачунар једнополни или не из два разлога, прво зато што се HDD (хард диск) сматра јединицом за складиштење у једном блоку, и друго зато што једнополном рачунару можда уопште неће бити потребан хард диск јер се многи могу покренути са њихових мрежних веза.

## Фактори облика
- AdvancedTCA
- CompactPCI
- Embedded Compact Extended (ECX)
- Mini-ITX
- Multibus
- PC/104
- PICMG
- Pico-ITX
- PXI
- Qseven
- VMEbus
- VPX
- VXI
- 96boards (CE, EE, EETV и IE)